# Cornelia Popescu
Cornelia Popescu-Popa (née le 27 août 1950 à Bucarest) est une athlète roumaine, spécialiste du saut en hauteur et des épreuves combinées. 
Elle remporte la médaille d'argent du saut en hauteur lors des Universiades d'été de 1970, des championnats d'Europe en salle 1970 et des championnats d'Europe 1971.
Elle participe à quatre Jeux olympiques : au pentathlon, elle se classe 22e des  Jeux de 1968 ; au saut en hauteur elle termine 19e des Jeux de 1972 et 8e des Jeux de 1976 et 1980.